# Les Descendants
Les Descendants (Plato's Stepchildren) est le dixième épisode de la troisième saison de la série télévisée Star Trek. Il fut diffusé pour la première fois le 22 novembre 1968 sur la chaîne américaine NBC. L'épisode est connu pour avoir montré pour la première fois un baiser interracial sur la bouche, entre un homme blanc et une femme noire à la télévision américaine.
L'Enterprise répond à un appel de détresse envoyé depuis la planète Platonius. La planète est habitée par des extra-terrestres dont le mode de vie est calqué sur la Grèce antique. Dotés de pouvoirs psychiques, ses occupants se réclament de la philosophie de Platon.

## Distribution

### Acteurs principaux
- William Shatner — James T. Kirk (VF : Yvon Thiboutot)
- Leonard Nimoy — Spock (VF : Régis Dubost)
- DeForest Kelley — Leonard McCoy
- James Doohan — Montgomery Scott
- Nichelle Nichols — Uhura

### Acteurs secondaires
- Majel Barrett - Infirmière Christine Chapel
- Michael Dunn - Alexandre
- Barbara Babcock - Philana
- Liam Sullivan - Parmen
- Ted Scott - Eraclite
- Derek Partridge - Dionyd
- William Blackburn - Lieutenant Hadley

## Résumé
Les membres de l'Enterprise sont appelés à l'aide sur une planète nommée Platonius qui semblait pourtant inhabitée sur les scanneurs. Le capitaine Kirk, Spock et le docteur McCoy se téléportent sur une planète dont les habitants semblent vivre à l'époque de la Grèce antique. Ils sont accueillis par Alexandre, un esclave affligé de nanisme, et amenés auprès de leur roi Parmen, qui semble souffrant à la suite d'une coupure. À l'exception d'Alexandre, tous les habitants de Platonius semblent avoir des pouvoirs psychiques leur permettant de soulever les objets dans les airs ou de manipuler à volonté ceux n'ayant pas leur pouvoir. Capables de vivre des milliers d'années, ils s'étaient rendus sur Terre durant l'Antiquité et sont devenus adeptes de la philosophie de Platon.
Le docteur McCoy soigne Parmen, mais celui-ci souhaite qu'il reste pour toujours sur Platonius afin d'être leur médecin. Ne tolérant pas le refus de McCoy, il le punit en le forçant à regarder Spock et le capitaine Kirk en train de s'humilier. À l'aide de ses pouvoirs, il les force à danser, pleurer, rire ou à servir de cheval pour Alexandre. Spock, Kirk, McCoy et Alexandre se retrouvent dans leur chambre et découvrent que les pouvoirs des habitants de Platonius sont dus à la kironide, une substance naturellement présente sur la planète. En s'injectant de fortes doses, ils pensent alors se retrouver avec les mêmes pouvoirs que Parmen ; toutefois Alexandre refuse de le faire, ne souhaitant pas devenir cruel comme ses maîtres. Parmen utilise ses pouvoirs afin d'amener sur leur planète les membres féminins du vaisseau, le lieutenant Uhura et l'infirmière Christine Chapel, afin qu'ils accompagnent les hommes dans leur jeux, forçant même Kirk et Spock à les embrasser.
Alexandre devient furieux et tente, en vain, d'attaquer Parmen avec un couteau, mais Parmen use de ses pouvoirs pour le forcer à se poignarder lui-même. Toutefois, Kirk réussi à contrôler le pouvoir et force Alexandre à se tourner contre Parmen. Celui-ci implore le pardon de Kirk qui le lui accorde à condition que les habitants de Platonius ne portent pas atteinte à la Fédération. Ils repartent en emmenant avec eux Alexandre.

### Continuité
Ni le personnage de Sulu ni celui de Chekov n'apparaissent dans cet épisode.